# Списък със синглите номер 1 на Bulgarian National Top 40 (2009)
Това е списък със синглите, достигнали до първа позиция в класацията Bulgarian National Top 40 за 2009 година.
- Графа и Нора – Именно ти
  - 2 седмици (28 декември 2008 – 10 януари)
- Миро – Губя контрол, когато
  - 1 седмица (11 януари – 17 януари)
- Leona Lewis – Run
  - 1 седмица (18 януари – 24 януари)
- Нина Николина и Калин Вельов – Абсент
  - 2 седмици (25 януари – 7 февруари)
- P!nk – Sober
  - 1 седмица (8 февруари – 14 февруари)
- Lady Gaga – Poker Face
  - 6 седмици (15 февруари – 28 март)
- Enrique Iglesias с участието на Ciara – Takin Back My Love
  - 6 седмици (29 март – 9 май)
- Mary Boys Band – Дългият Път Към Дома
  - 1 седмица (10 май – 16 май)
- Миро – Август е Септември
  - 3 седмици (17 май – 6 юни)
- Ciara featuring Justin Timberlake – Love Sex Magic
  - 2 седмици (7 юни – 20 юни)
- Тома – Няма място в теб
  - 1 седмица (21 юни – 27 юни)
- Lady Gaga – LoveGame
  - 1 седмица (28 юни – 4 юли)
- David Guetta featuring Kelly Rowland – When Love Takes Over
  - 7 седмици (5 юли – 22 август)
- Black Eyed Peas – I Gotta Feeling
  - 6 седмици (23 август – 3 октомври)
- Agnes – Release Me
  - 3 седмици (4 октомври – 24 октомври)
- Мариана Попова и Васил Найденов – Целувай ме дълго
  - 2 седмици (25 октомври – 7 ноември)
- Шакира – She Wolf
  - 1 седмица (8 ноември – 14 ноември)
- Моранди – Colors
  - 2 седмици (15 ноември – 28 ноември)
- Джордин Спаркс – SOS (Let the Music Play)
  - 1 седмица (29 ноември – 5 декември)
- Моранди – Colors
  - 1 седмица (6 декември – 12 декември)
- Риана – Russian Roulette
  - 2 седмици (13 декември – 26 декември)